# Целінув (Ґарволінський повіт)
Целінув (пол. Celinów) — село в Польщі, у гміні Ласкажев Ґарволінського повіту Мазовецького воєводства.
Населення — 184 особи (2011).
У 1975-1998 роках село належало до Седлецького воєводства.

## Демографія
Демографічна структура станом на 31 березня 2011 року:
|          | Загалом | Допрацездатний вік | Працездатний вік | Постпрацездатний вік |
| -------- | ------- | ------------------ | ---------------- | -------------------- |
| Чоловіки | 93      | 21                 | 63               | 9                    |
| Жінки    | 91      | 25                 | 54               | 12                   |
| Разом    | 184     | 46                 | 117              | 21                   |